# Theo Florin
Theo Florin, pseudonimo di Teodor Herkeľ (Dolný Kubín, 10 aprile 1908 – Dolný Kubín, 11 marzo 1973), è stato un poeta, giornalista e diplomatico slovacco.

## Biografia
Iniziò a comporre e pubblicare i suoi primi lavori nel periodo degli studi a Dolný Kubín (1923), in seguito lavorò come pubblicista e redattore. Nel periodo della Grande depressione emigrò all'estero e lavorò in Jugoslavia, Francia, Spagna, Portogallo, Marocco e dal 1940 a Londra. Dal 1945 al 1948 fu impiegato nel servizio diplomatico a Parigi e a Washington. Successivamente fu segretario personale del ministro degli esteri cecoslovacco Vladimír Clementis. Fu indagato e più tardi riabilitato: fino alla morte visse a Dolný Kubín, dove si dedicò all'organizzazione di eventi culturali, come il concorso letterario Hviezdoslavov Kubín, intitolato alla memoria di Pavol Országh Hviezdoslav.

## Opere
- Z diaľky ("Da distante"), raccolta di poesie in prosa, Parigi, 1936
- Oheň na Potomacu ("Incendio sul Potomac"), poesia sui negri americani, USA, 1947
- Sentimentálny pútnik ("Viaggio sentimentale")